# Arnside Knott
Arnside Knott är en kulle i Storbritannien.   Den ligger i grevskapet Cumbria och riksdelen England, i den centrala delen av landet, 300 km nordväst om huvudstaden London. Toppen på Arnside Knott är 159 meter över havet, eller 153 meter över den omgivande terrängen. Bredden vid basen är 3,5 km.
Terrängen runt Arnside Knott är platt söderut, men norrut är den kuperad. Havet är nära Arnside Knott åt sydväst.Runt Arnside Knott är det ganska tätbefolkat, med 207 invånare per kvadratkilometer. Närmaste större samhälle är Morecambe, 13,6 km söder om Arnside Knott. Trakten runt Arnside Knott består i huvudsak av gräsmarker.